# Lagunas Encadenadas de Chascomús
Como lagunas Encadenadas de Chascomús se define a un sistema fluvio-lacustre que constituye una cuenca hidrográfica conformada por una serie de lagunas interconectadas por arroyos y situada en el sector medio-este de la provincia de Buenos Aires, centro-oriente de la Argentina. 
Pertenece a la cuenca del río Salado, curso que desemboca en la bahía de Samborombón del Río de la Plata y de allí al mar Argentino del océano Atlántico.

## Otros nombres y etimología toponímica
Esta cuenca es denominada también sistema Encadenadas de Chascomús, lagunas Encadenadas de Chascomús-Lezama, cuenca de Las Encadenadas de Chascomús, sistema Encadenadas del Este, sistema de las lagunas encadenadas del río Salado, etc. El nombre se asocia al del partido de Chascomús ya que hasta los últimos días del año 2009 todo el sistema estaba incluido en él; a partir de esa fecha la sección austral del mismo pasó a pertenecer al partido de Lezama.
Etimológicamente, su nombre Chascomús es un topónimo en lengua mapuche, que significa ‘agua muy salada’. Le es conferido en razón de ser el nombre del más conocido de sus cuerpos acuáticos, la laguna de Chascomús, dado que sobre sus riberas se asienta la histórica ciudad de Chascomús|ciudad homónima]] y que la misma es un habitual destino de miniturismo para los habitantes de la ciudad de Buenos Aires y sus alrededores. Además constituye el cuerpo limnótico más estudiado de toda la llanura Pampeana. El nombre de “Encadenadas del Este” se construye en contraposición de otro sistema lacunar también muy conocido, situado hacia el oeste provincial, las lagunas Encadenadas del Oeste.

## Ubicación geográfica
Estos cuerpos de agua conforman un sistema hidrológico que se sitúa en el sector centro-este/nordeste de la provincia de Buenos Aires, en la zona deprimida del Salado, al oriente de la parte central de la Argentina.
La localidad más poblada es la ciudad de Chascomús, posicionada sobre la costa este de la laguna homónima. La mitad septentrional de esta cuenca está incluida en el partido de Chascomús, la mitad austral pertenece al territorio del partido de Lezama; el límite entre ambos se encuentra en la parte norte del espejo de la laguna Chis-Chis. Al desembocar en el Salado lo hace frente al territorio del partido de Pila, el cual se encuentra en la margen derecha del citado río.

## Características físicas y uso del suelo en la cuenca

### Clima
Posee el tipo climático Pampeano típico, mesotermal subhúmedo-húmedo, mesotermal subhúmedo-seco.
El clima térmico en general es templado. La temperatura media anual es de 15,6 °C.
El promedio del mes más cálido (enero) es 22,4 °C mientras que el del mes más frío (junio) es 9,2 °C.
La temperaturas máximas absolutas se encuentran entre los 40 y los 45 °C mientras que las mínimas absolutas se ubican entre los -5 y los -10 °C. Las heladas ocurren en la época fría, haciéndose presentes a partir del mes de mayo hasta septiembre, siendo más intensas en los sectores alejados de los cuerpos acuáticos. El promedio anual es de 25 días, siendo el mes más helador julio, con 8 días.
Las precipitaciones se encuentran distribuidas durante todo el año, aunque son más intensas en las estaciones transicionales y más escasas durante el invierno. La modificación de los patrones climáticos como consecuencia del actual proceso de cambio climático repercute en la región con un aumento sostenido del volumen y frecuencia de las lluvias en las últimas décadas. Las lluvias acumuladas anualmente totalizan alrededor de 920 mm. La nieve se hace presente muy raramente. 
Los vientos predominantes son los provenientes del norte (cálidos y húmedos, más frecuente durante el estío. Luego de tormentas sopla seco y fresco el “Pampero” desde el cuadrante sudoeste-oeste, siendo el más intenso de la región, con promedios de 20 km/h. Del sudeste, soplan las llamadas “sudestadas”, con días nublados, muy húmedos y lloviznosos.

### Suelos y explotación agropecuaria
Luego de 4 siglos de ser esta cuenca utilizada casi exclusivamente para el pastoreo del ganado, desde la última década del siglo XX en adelante se ha incrementado la superficie destinada a agricultura.
Las características edáficas de los suelos de la cuenca varían notablemente, aunque predomina el loess, humífero de textura franco-arcillosa, con abundante carbonato de calcio y profundo. Más superficial se encuentra un horizonte franco arenoso, sin carbonatos. Si no son hidromórficos, son aptos para la producción agrícola, destacando los cultivos de soja, girasol, maíz, sorgo, trigo, etc. Representan el extremo sur de los suelos de la pampa ondulada.
En los más bajos hay una mayor presencia de arcilla, sodio, halinidad/alcalinidad, lo que, sumado al pobre drenaje hídrico, impide destinarlos a la agricultura, dominando en ellos la ganadería bovina sobre pasturas naturales o implantadas, en esquemas tanto de invernada como de cría.
Algunas lomadas naturales son indicadoras de la existencia de suelos profundos y sueltos, bien drenados, no inundables y conchillíferos, es decir, con la presencia de un grueso horizonte casi superficial compuesto por restos de valvas de moluscos oceánicos depositados durante las últimas ingresiones marinas producidas en el Holoceno medio-tardío.
Estas lomadas generalmente están cubiertas por bosques de talas.
Geología
Geológicamente, en las barrancas de las lagunas y en los bordes de paleocubetas afloran depósitos cuaternarios de varias formaciones: Ensenada, Buenos Aires, y la serie La Postrera I, III y IV; también se observan los paleosuelos: Sin Nombre, La Horqueta y Puesto Berrondo.
Las paleocubetas fueron colmatándose mediante depósitos asignados a 5 unidades litoestratigráficas, desde el Pleistoceno tardío hasta la actualidad. La parte inferior de la columna pertenece al Miembro La Chumbiada de la Formación Luján, y es del tipo fluvio-lacustre con yeso. Sobre él se encuentra el Miembro Lobos de la Formación Luján, el cual está constituido por sedimentos yesíferos de ambiente salado a dulciacuícola.
Siguiendo en el perfil se encuentra el Miembro Río Salado de la Formación Luján, constituye un depósito palustre calcáreo el cual contiene lentes de ceniza volcánica, lo que señala un período húmedo. Por sobre el anterior se encuentra la Formación La Postrera IV, manifestada por un sedimento de tipo eólico indicador de un episodio seco, con yeso y dolomita. Por último, justo antes de la superficie se encuentran sedimentos aluviales actuales.
Origen
Las cubetas que alojan a estas lagunas fueron formadas a partir del Pleistoceno superior como resultado de la ampliación progresiva del valle de un río primitivo, debido a la combinación de la acción fluvial, del lavado, del retroceso de pendiente y de la deflación por acción eólica durante los desecamientos, luego de ciclos de lluvias desfavorables.
El excavado de las cubetas ocurrió en las acciones eólicas denominadas "bonaerenses", las mismas que, como contraparte, acumularon el loess de la Formación Buenos Aires.

### Características generales de estas lagunas
El sistema de las Encadenadas es el más destacado tributario del río Salado. Está constituido por 7 lagunas de gran magnitud y relevancia: Vitel, Chascomús, Adela, Del Burro, Chis-Chis, La Tablilla, Las Barrancas. Los cuerpos están todos interconectados entre sí, formando una suerte de rosario acuático; desempeñan un rol importante en esta comunicación encadenada 5 arroyos: Vitel sur, Girado, Manantiales, Tablillas y Casalins.
Estas lagunas son sustentadas por una cuenca de aporte de 80 100 hectáreas. Reciben agua por intermedio de la precipitación, la escorrentía superficial y el agua freática.
Todas son poco profundas y están situadas en altitudes muy próximas al nivel marino. Las más grandes y mayormente libres de vegetación macrófita, no estratifican térmicamente, por lo que, salvo por lapsos breves de pocas horas, poseen homogeneidad térmica a lo largo de toda la columna de agua.
Sus lechos son de lodo y muy planos. Sus bordes poseen zonas inundables cubiertas de juncales y en algunas riberas presentan pequeñas barrancas de pocos metros.
Sus aguas son naturalmente eutróficas en razón del aporte de grandes cargas de nutrientes al estar situadas en drenajes fértiles. La actividad humana ha generado el aporte de nutrientes fertilizantes y plaguicidas así como descargas de aguas servidas urbanas e industriales.

## Descripción del recorrido hídrico
La alineación de lagunas se corresponde mayormente con un eje norte-sur, siguiendo el recorrido del agua en búsqueda de su pendiente natural, si bien el sistema sufrió algunas alteraciones de origen antrópico, por ejemplo, el relleno de riberas y el emplazamiento de estructuras para evitar inundaciones o facilitar el drenaje, como canales, compuertas, empalizadas, etc.
Si bien el sentido natural del escurrimiento es hacia el sur, hasta desembocar en el río Salado, dada la poca pendiente de todo el sistema, cuando se producen inundaciones del citado río el flujo invierte su dirección y las aguas ingresan desde el Salado hacia todas las lagunas Encadenadas.
Desde el norte hacia el sur, el sistema está constituido por las siguientes lagunas:

### Laguna Vitel
La laguna Vitel marca el comienzo del sistema. Posee una superficie de 1305 a 1465 ha; la profundidad media es de 117 cm. Por intermedio del arroyo Vitel sur la laguna Vitel desagua en la laguna de Chascomús.

### Laguna de Chascomús

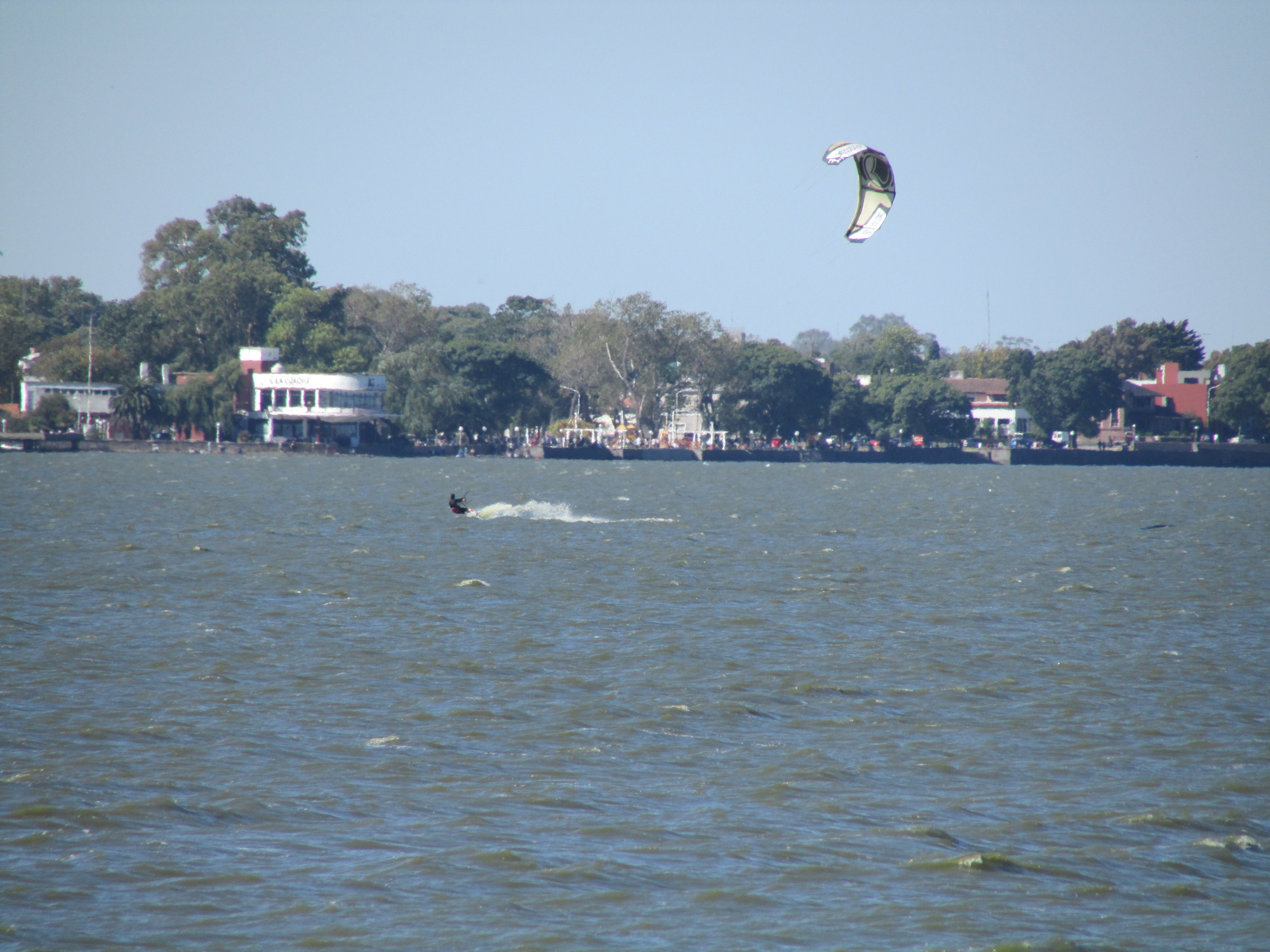
Laguna de Chascomús.

La laguna de Chascomús, segundo eslabón del sistema, es posiblemente el cuerpo lacunar más estudiado de la Argentina. Es alimentada por varios arroyos, el Vitel sur es el de mayor aporte ya que proviene de laguna Vitel. Otros cursos desembocan directamente en la laguna de Chascomús, estos son los arroyos: Valdez, Los Toldos, San Felipe, Tamberas y Brown. Esta laguna poseía una superficie de 3013 ha, si bien durante las décadas de 1970 y 80 la misma fue reducida en un 5% por trabajos de relleno. El pelo de agua se encuentra en una cota IGN de 6,53 m s. n. m.; cuando supera la cota de 8 m s. n. m., comienza a desbordar y a anegar los campos que la circundan y en ocasiones la propia ciudad de Chascomús. Como contraparte, su superficie disminuye notablemente cada cierto tiempo, llegando en el año 1910 a secarse por completo.
Está extendida sobre una cubeta alargada (9570 m de longitud) de forma subrectangular; la profundidad media es 153 cm y 342 cm la máxima, con un lecho muy plano y regular.
Su pH es de 8,6 en promedio. Se clasifica como una laguna hipereutrófica, oligohalina (<5 g/L de sólidos disueltos totales) bicarbonatada sódica y clorada. Sus riberas son en un 60 % compuestas por barrancas bajas, mientras que el borde costero restante posee una pendiente muy escasa. A pesar de la poca profundidad, el lecho no es luminoso ya que el elevado nivel de concentración de material en suspensión (promedio de 112,8 mg/l) afecta la transmisión de la luz a través de la columna de agua. No dispone de estratificación química o térmica. Sus aguas cuentan con una buena saturación del oxígeno disuelto y alto contenido orgánico.
Ciertos aspectos químicos de sus aguas varían considerablemente ante la oscilación provocada por los excesos o déficits hídricos, por ejemplo, la salinidad cambia desde 744 hasta 2.680 mg/l. Luego de tormentas intensas sus aguas pasan a ser bicarbonatadas sódicas. siendo normalmente alcalinas y básicas y cloruradas sódicas.
Mediante el arroyo Girado, un curso permanente de 3,6 km de largo, la laguna de Chascomús desagua en la sección septentrional de la laguna Adela.

### Laguna Adela
Antiguamente la laguna Adela era conocida con el nombre de laguna Manantiales, tomando el nombre actual por la estación del ferrocarril homónima y esta por ser el nombre de una estancia del lugar. Hoy también se continúa denominando “laguna Manantiales” (por bañar a la ribera de la estancia homónima) a una bahía de la Adela que se expande hacia el oesudoeste, formando un brazo lateral.
La laguna Adela posee una superficie de 2085 a 2098 ha; su longitud máxima es de 10 350 m, el ancho máximo es de 7920 m, el perímetro es de 37,8 km, el volumen del agua contenida es de 34,2 hm³, la profundidad media es de 164 cm y la máxima es de 205 cm. Su fondo es plano y su cubeta está contenida por barrancas con una altura media de 150 cm, formadas como escarpas de erosión que trazan una línea de costa bien definida, aunque en sectores es baja e inundable. Salientes o puntas dibujan ensenadas, golfos y bahías.
Sus aguas son dulces a algo salobres. Las características físico-químicas la señalan como una laguna oligohalina mesopoiquilohalina negativa; el pH es leve a medianamente alcalino (exclusivamente por bicarbonatos ya que el carbonato está ausente).
La superficie lacunar ha sufrido importantes disminuciones en numerosas ocasiones, llegando incluso a secarse por completo en los años 1879, 1893 y 1910.
El mayor aporte de agua esta laguna lo obtiene por vía freática. Recibe aguas superficiales de 8 pequeños cursos efímeros, algunos prolongados mediante canales, y especialmente desde la laguna de Chascomús mediante el arroyo Girado. También recibe aportes de la laguna del Burro de la cual está separada por la Ruta Provincial 2 y por las vías del Ferrocarril General Roca. Ambos espejos están comunicados por intermedio de un corto tributario de solo 100 metros de longitud, el cual en el verano puede secarse al ser retenidas las aguas de la laguna del Burro mediante un dique nivelador-tajamar.
La cubeta lagunar, o recipiente que aloja a la actual laguna Adela, presenta una importante colmatación, lo que facilita al juncal a colonizar parte de las costas del espejo. Esta zona es muy plana, siendo la sección del sistema con menor pendiente, observándose muy escasas elevaciones, todas integradas por depósitos eólicos holocenos. El único relieve positivo destacado es la escarpa de la ribera nororiental de la laguna, la cual posee cota de 14,5 m s. n. m.
La Adela descarga sus excesos hacia el sur derivándolos a la Laguna Chis-Chis por medio del arroyo Manantiales (o arroyo Laguna Manantiales), un curso fluvial de cerca de 6 km de largo y 500 metros de ancho.

### Laguna del Burro

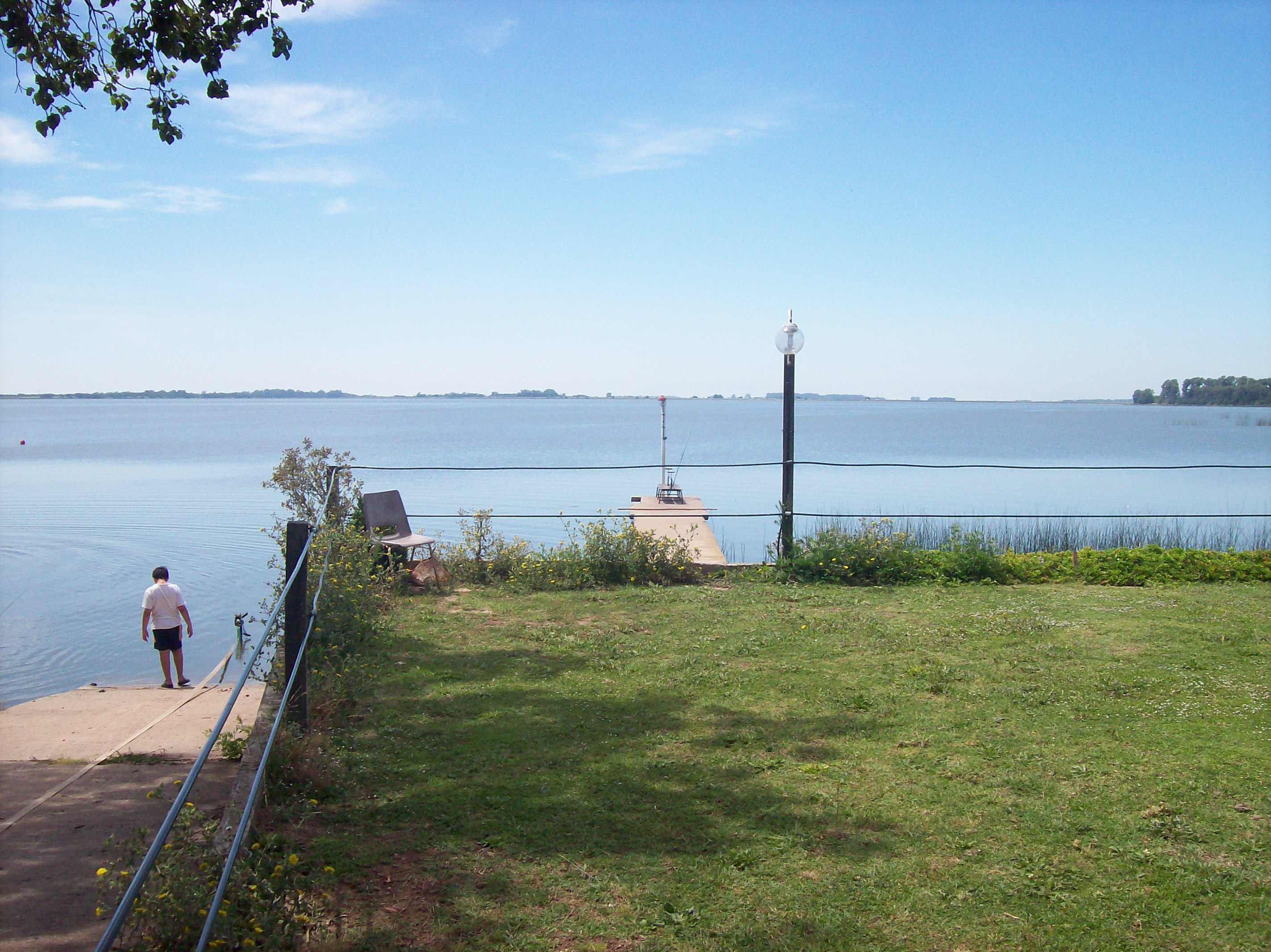
Laguna del Burro.

La laguna del Burro posee una superficie de 1020 a 1070 ha; la profundidad media es de 178 cm. En la ribera del istmo que la separa del espejo de la laguna Adela se encuentran cámpines, instalaciones para pescadores, muelles, servicios para el viajero y la estación de ferrocarril: Adela.

### Laguna Chis-Chis

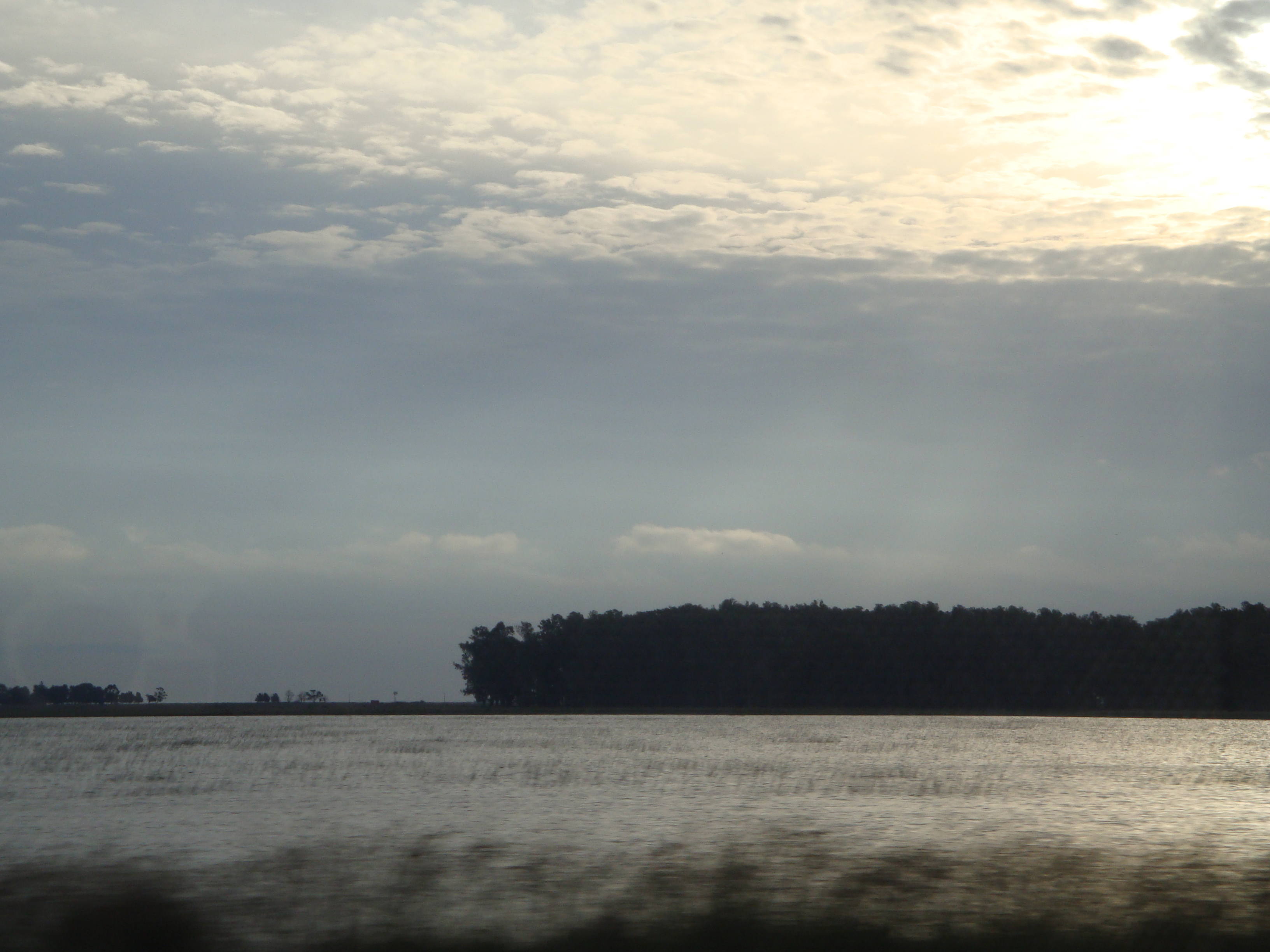
Laguna Chis Chis.

La laguna Chis Chis posee una superficie de 1473 a 1481 ha; la profundidad media es de 107 cm. En la parte norte de este espejo el sistema cruza los límites jurídicos del partido de Chascomús para continuar su recorrido hacia el sur ya dentro del territorio del partido de Lezama. Al este de la misma se encuentra el paraje Monasterio; toda la ribera oriental es contorneada por la autovía 2, por lo cual su fácil acceso ha hecho que en esas riberas se sitúen varios centros turísticos, pesqueros, cámpines, etc.

### Laguna La Tablilla
La laguna La Tablilla posee una superficie de 1605 a 1674 ha; la profundidad media es de 105 cm. La mitad sur de este espejo es conocida con otro nombre: laguna Las Encadenadas. Presenta numerosos brazos engolfados, el más austral contacta con el puente Santa María, un tajamar de un camino vecinal, el cual oficia de límite con la laguna Las Barrancas.

### Laguna Las Barrancas
La laguna Las Barrancas posee una superficie de 885 a 898 ha; la profundidad media es de 182 cm. Destaca por exhibir en su ribera oriental elevadas barrancas que caen sobre las aguas, alcanzando 24,4 m s. n. m., las que en realidad constituyen las laderas occidentales de un gigantesco montículo eólico.
Recibe aguas directamente de la laguna La Tablilla; a su vez, descarga sus excesos al río Salado por intermedio del arroyo La Horqueta.

### Arroyo La Horqueta
El arroyo La Horqueta nace a una altitud de 5 m s. n. m. al sudeste de la laguna Las Barrancas. Posee un ancho de canal de 15 metros y una longitud de 7,5 km. Transita por paleoambientes cuaternarios, representados por 3 suaves depresiones, las que en realidad son antiguas cubetas eólicas hoy colmatadas casi por completo, bordeadas por barrancas de varios metros, las que acotan al valle de inundación del arroyo. Este curso fluvial formaba también una laguna, pero perdió su capacidad de contener las aguas que transporta debido a la pérdida del umbral de cierre, a causa de la erosión fluvial. Solo durante las crecientes forma una de las llamadas lagunas periódicas, al convertirse en un gran receptáculo, por lo cual suelen conservar en la toponimia local el nombre de “laguna”, por más que la mayor parte de los años no posea tan fisonomía. Entre la primera cubeta y la segunda cruza un camino vecinal por medio del Puente la Horqueta.
La última paleocubeta es atravesada por el río Salado, en el cual confluye el arroyo La Horqueta (entre modestas barrancas de 180 cm), por lo que se produce la desembocadura final de todo el sistema de estas lagunas Encadenadas, en una cota de 2,69 m s. n. m. Esa paleocubeta alcanza por el sur hasta casi el puente El Destino, por el cual la ruta 57 supera el cauce del río Salado.
El arroyo La Horqueta desembocaba frente a una isla, sin embargo, su tramo final fue alterado sustancialmente por el llamado "Plan Maestro Integral del Río Salado de la Provincia de Buenos Aires", haciendo que ahora desemboque más hacia el oeste.

## Características biológicas

### Asignaciones ecorregionales
Ecorregionalmente su superficie emergida pertenece a dos ecorregiones terrestres: pampas húmedas y espinal. La primera comprende las zonas de pastizales y pajonales húmedos. La segunda es la correspondiente a los bosques del talar de albardón.
La totalidad de los arroyos, ríos, lagunas y bañados de la cuenca se insertan en la ecorregión de agua dulce drenajes bonaerenses.

### Flora
Fitogeográficamente está adscripta al distrito fitogeográfico pampeano oriental de la provincia fitogeográfica pampeana (una de las secciones en que se divide el dominio fitogeográfico chaqueño), la que cubre las llanuras del centro-este del Cono Sur americano.
En las lomas con subsuelo conchífero se presentan bosques de tala pertenecientes al subdistrito fitogeográfico del tala, subvariante del distrito fitogeográfico del algarrobo, perteneciente a la provincia fitogeográfica del espinal. Incluye formaciones de bosques xeromórficos subclimáxicos dominados por una especie arbórea generalmente de modesta altura: el tala (Celtis tala).
Muchos de los espejos acuáticos poseen un anillo perimetral puro de densos juncales (Schoenoplectus californicus); en los arroyos más encajonados el junco es acompañado por la espadaña (Zizaniopsis bonariensis) y la totora (Typha latifolia). En los bordes húmedos se encuentran, entre otras especies, la redondita de agua (Hydrocotyle ranunculoides), la lagunilla (Alternanthera philoxeroides), la margarita de bañado (Senecio bonariensis) y el único arbusto higrófilo de las pampas, el duraznillo blanco (Solanum glaucophyllum), el cual forma consociaciones denominadas duraznillares. Entre la vegetación sumergida destaca la gambarrusa (Myriophyllum quitense), la cola de zorro (Ceratophyllum demersum) y el potamogeton (Potamogeton striatus). En algunos recodos se forman carpetas de plantas flotantes, con helechitos de agua, repollitos de agua y diversas especies de lentejas de agua.

### Fauna

#### Mamíferos
De las especies mastozoológicas que en estas lagunas antaño eran comunes, varias de ellas se encuentran hoy extintas o muy amenazadas, por ejemplo el yaguareté austral (Panthera onca palustris), el puma pampeano (Puma concolor cabrerae) —extintos—, el gato de los pajonales (Leopardus pajeros) —muy raro—, la vizcacha (Lagostomus maximus) —escasa—, el venado de las pampas australes (Ozotoceros bezoarticus celer) —otrora muy abundante, hoy extinto en el área—, etc.
Son aún espectables el gato montés (Leopardus geoffroyi),  el zorro pampa (Lycalopex gymnocercus), el zorrino (Conepatus chinga), el hurón mediano (Galictis cuja), las comadrejas overa (Didelphis albiventris) y colorada (Lutreolina crassicaudata), las especies de la familia Dasypodidae: la mulita (Dasypus hybridus), el peludo (Chaetophractus villosus) y el piche llorón (Chaetophractus vellerosus), el cuis pampeano (Cavia aperea), la nutria roedora o coipo (Myocastor coypus), el carpincho (Hydrochoerus hydrochaeris), roedores pequeños, etc.

#### Aves
Las aves pampeanas encuentran en los pastizales que rodean a estas lagunas un hábitat adecuado donde sobrevivir a la destrucción perpetrada en la llanura por la agricultura y la ganadería intensiva. La misma área lacunar y la vegetación anfibia de los sectores someros presenta una abundante población de aves acuáticas, tanto residentes como migradoras. En los bañados y juncales hallan un sitio propicio para alimentarse o establecer sus nidos numerosas especies, entre las que podemos reconocer al caraú, la garza blanca, la garcita blanca, la garza mora, la garza bruja, el chajá, el cisne cuello negro, el ganso coscoroba, el cuervillo de cañada, la espátula rosada, el flamenco austral, el macá pico grueso, el macá grande, el macá común, el cormorán biguá, la cigüeña americana, el tero-real, el tero común, la becasina común, la gaviota capucho café, el tachurí sietecolores, el junquero, diversas especies de gallaretas y patos, etc.
Los pastizales perilacunares son el hábitat del ñandú (Rhea americana) —cada vez más raro—, las martinetas colorada (Rhynchotus rufescens) y copetona (Eudromia elegans) —la primera recuperándose, la segunda cercana a la extinción en el área—, y la perdiz chica (Nothura maculosa) —afectada por agroquímicos—.
Entre las aves más espectables de los pastizales se encuentran varias rapaces como el carancho, el chimango, el milano blanco el caracolero, el halconcito colorado y el halcón plomizo, la lechucita de las vizcacheras, el lechuzón de campo, etc. 
También pájaros pequeños, como la caminera común, la tijereta, el pico de plata, el corbatita, el misto, los cachilos ceja amarilla y canela, el espartillero pampeano, el espartillero enano, el curutié ocráceo, el verdón, el dragón o pecho amarillo, la ratona aperdizada, las cachirlas común y de uña corta, el chingolo, el pecho colorado, etc.
Las playas barrosas son un refugio para las bandadas de chorlos migratorios, entre los cuales se encuentran el chorlo pampa, el chorlo cabezón, el playerito rabadilla blanca, etc.
En los talares y en las arboledas artificiales la avifauna se enriquece con especies de hábitos forestales o que nidifican en árboles, como la calandria grande, la torcaza (Zenaida auriculata), la torcacita común (Columbina picui), las palomas ala manchada (Patagioenas maculosa), picazuró (Patagioenas picazuro) y yerutí (Leptotila verreauxi), la cotorra común (Myiopsitta monachus), la lechuza de los campanarios (Tyto alba), el lechuzón orejudo (Asio clamator), el alicucu común (Megascops choliba), el caburé chico (Glaucidium brasilianum), ñacurutú (Bubo virginianus), los cuclillos canela (Coccyzus melacoryphus) y chico (Coccycua cinerea), el pirincho (Guira guira), el picaflor bronceado (Hylocharis chrysura), el picaflor garganta blanca (Leucochloris albicollis), el picaflor verde común (Chlorostilbon aureoventris), el carpintero bataraz chico (Veniliornis mixtus), el carpintero real (Colaptes melanolaimus), el carpintero campestre (Colaptes campestroides), el chinchero chico (Lepidocolaptes angustirostris), el añumbí (Anumbius annumbi ), el chotoy (Schoeniophylax phryganophilus), el coludito copetón (Leptasthenura platensis), el canastero chaqueño (Asthenes baeri), el cortarramas (Phytotoma rutila), el suirirí común (Suiriri suiriri), el piojito común (Serpophaga subcristata), el picabuey (Machetornis rixosa), el benteveo (Pitangus sulphuratus), el suirirí real (Tyrannus melancholicus), el chiví común (Vireo olivaceus), los zorzales colorado (Turdus rufiventris) y chalchalero (Turdus amaurochalinus), la golondrina doméstica (Progne chalybea), la golondrina parda (Progne tapera), la golondrina ceja blanca (Tachycineta leucorrhoa), la ratona común (Troglodytes aedon), la tacuarita azul (Polioptila dumicola, el pitiayumí (Parula pitiayumi), el cabecita negra (Carduelis magellanica), el cardenal (Paroaria coronata), la monterita cabeza negra (Poospiza melanoleuca), el jilguero (Sicalis flaveola), el boyerito (Icterus cayanensis), el tordo renegrido (Molothrus bonariensis), el tordo músico (Agelaioides badius), el naranjero (Thraupis bonariensis), etc.

#### Reptiles
Entre los reptiles que habitan en sus riberas sobresalen como especies carismáticas la yarará (Bothrops alternatus) —un ofidio con veneno peligroso— y el lagarto overo (Salvator merianae). Son abundantes la culebra verde y negra (Erythrolamprus poecilogyrus) y la culebra de líneas amarillas (Lygophis anomalus).

#### Anfibios
Las riberas son el hábitat propicio de varias especies de anfibios nativos, destacando las familias Leptodactylidae, Hylidae y Bufonidae, siendo las más conocidas el sapo común (Rhinella arenarum), el escuerzo (Ceratophrys ornata), la ranita del zarzal (Hypsiboas pulchellus), la rana criolla (Leptodactylus latrans), etc.

#### Peces
Las especies de peces que viven en sus arroyos y lagunas poseen abolengo brasílico, al estar en contacto directo con los de la cuenca imbrífera del río Salado.
Entre las especies más abundantes o destacadas se encuentran: el pejerrey (Odontesthes bonariensis), la tararira (Hoplias malabaricus), el dientudo (Oligosarcus jenynsii), el bagre sapo (Rhamdia quelen), el bagre cantor (Pimelodella laticeps), la tachuela o barrefondo (Corydoras paleatus), el bagarito (Parapimelodus valenciennis), mojarras (Astyanax eigenmanniorum, Cheirodon interruptus, Bryconamericus iheringii e Hyphessobrycon togoi), la chanchita (Australoheros facetus), la madrecita (Cnesterodon decemmaculatus), el tosquero o listadito (Jenynsia multidentata), el sabalito (Cyphocharax voga), las viejas del agua (Loricariichthys anus e Hypostomus commersoni), la mandufia (Platanichthys platana), etc. Un pez ingresa desde el estuario, la lisa (Mugil liza/Mugil platanus). Durante el siglo XX estas lagunas sufrieron un poblamiento dinámico manifestado por la invasión de la carpa (Cyprinus carpio), una especie exótica que altera los ecosistemas de los biotopos que invade.
En la segunda mitad del siglo XX también se introdujo la carpa herbívora (Ctenopharyngodon idella) para que reduzca la cantidad de plantas acuáticas que afectaban la circulación de las lanchas, pero su adaptación al nuevo hábitat no obtuvo el resultado esperado.
De entre todas las especies destaca el pejerrey, una especie muy buscada para la práctica de la pesca deportiva, tanto embarcada como costera, esta última practicada en sus orillas y muelles. La abundancia de esta especie en todo el sistema era tal que durante las últimas décadas del siglo XIX y primeras del XX se lo explotaba comercialmente para abastecer los mercados de las ciudades de La Plata y Buenos Aires. Por ejemplo, solo en el mes de marzo de 1893 se obtuvieron más de 96 toneladas de pejerreyes. En la década de 1960 aún era la especie dominante, con un 60 % de la biomasa total de peces pero comenzó a ser cada vez más escaso, al punto tal que en el año 2000 sólo representaba el 10 % de la biomasa ictícola.
Al estar la desembocadura del sistema próxima a la propia de la cuenca del río Salado en la bahía de Samborombón (del Río de la Plata), en épocas de crecientes del río Paraná o del Uruguay, sus aguas dulces empujan a las habitualmente más salobres de esa bahía estuarial hacia el mar Argentino, permitiendo con ello el avance de la ictiofauna de agua dulce y su penetración en el sistema del Salado, y en el de las Encadenadas, lográndose de ese modo capturas excepcionales de especies que tradicionalmente no viven allí, las que terminan muriendo por el frío invernal Freyre, L. R. (1967). Consecuencias de la mortalidad de peces por las temperaturas extremas de junio de 1967 en laguna Chascomús. Agro. Publicación Técnica. 9 (15). 37-50. o por no soportar el tenor halino de sus aguas.

## Actividades acuáticas
Son numerosas las actividades náuticas que es posible practicar en estas lagunas o en sus riberas: kitesurf, windsurf, kayakismo, ecoturismo, regatas, cicloturismo, excursionismo, campamentos, natación, uso recreativo como balneario estival, etc.
Pesca deportiva
En las aguas abiertas y en las zonas ribereñas de sus perímetros y sus arroyos asociados, se practica la pesca deportiva, en especial de pejerreyes (Odontesthes bonariensis), tanto embarcada como costera.